# سیارک ۶۲۷۰
سیارک ۶۲۷۰ (به انگلیسی: 6270 Kabukuri، نامگذاری:1991BD)۶۲۷۰مین سیارک کشف شده‌است که در ۱۸ ژانویه ۱۹۹۱ کشف شد.